# 14. únor
14. únor je 45. den roku podle gregoriánského kalendáře. Do konce roku zbývá 320 dní (321 v přestupném roce). Svátek slaví Valentýn a Valentýna.

## Události

### Česko
- 1140 – Kníže Soběslav I. zemřel, novým knížetem se stal jeho synovec Vladislav II.
- 1402 – Král Václav IV. jmenoval svého bratra Zikmunda Lucemburského správcem Českého království.
- 1580 – Petr Vok z Rožmberka se oženil s Kateřinou z Ludanic. Jejich snaha zajistit Rožmberkům dědice však vyšla na prázdno.
- 1945 – Bombardování Prahy americkými vzdušnými silami
- 1970 – Prvním pokusným vysíláním barevné televize v Československu byl přímý přenos z mistrovství světa v lyžování ve Vysokých Tatrách.

### Svět
- 0748 – Abbásovská revoluce výrazně posílila, když Abbásovci dobyli Merv.
- 0842 – Byla podepsána Štrasburská přísaha.
- 1014 – 143. papež Benedikt VIII. korunoval bavorského Jindřicha II. německým císařem.
- 1130 – Honorius II. byl zvolen 164. papežem a kardinál Pietro Pierleone vzdoropapežem Anakletem II.
- 1349 – 2 000 Židů bylo upáleno ve francouzském Strasbourgu rozvášněným davem, zbytek byl násilně vystěhován.
- 1530 – Španělští dobyvatelé vedeni Nuño de Guzmánem svrhli a popravili vládce Tangaxuana II., posledního nezávislého vládce Tarascanu, dnes ve středu Mexika.
- 1540 – Císař Karel V. bez odporu obsadil Gent a popravil všechny vzbouřence
- 1556 – Arcibiskup Thomas Cranmer byl prohlášen kacířem.
- 1560 – Korunovace Akbara Velikého.
- 1797 – Bitva u mysu svatého Vincenta.
- 1814 – V bitvě u Vauchampsu v Champani císař Napoleon I. porazil pruského maršála Blüchera.
- 1849 – 11. prezident USA James K. Polk se stal prvním americkým prezidentem v úřadu, který byl fotografován. Snímky byly pořízeny v newyorském ateliéru Mathewa Bradyho.
- 1859 – Oregon se připojil jako 33. stát k USA.
- 1876 – Alexander Graham Bell si dal patentovat telefon.
- 1924 – Společnost CTR se přejmenovala na IBM.
- 1939 – Na vodu byla spuštěna bitevní loď Bismarck.
- 1940 – Rudá armáda v zimní válce prolomila Mannerheimovu linii.
- 1945 – Skončilo spojenecké bombardování Drážďan.
- 1946 – Byla znárodněna Bank of England.
- 1949 – Poprvé se sešel izraelský parlament.
- 1950 – V Moskvě byla podepsána smlouva o přátelství mezi SSSR a Čínou.
- 1952 – V Oslu byly zahájeny VI. Zimní olympijské hry.
- 1956 – Začal XX. sjezd Komunistické strany SSSR, na němž během tajného zasedání přiznal Nikita Chruščov Stalinovy zločiny.
- 1961 – V laboratořích kalifornské univerzity v Berkeley byl připraven umělý prvek lawrencium.
- 1989 – Na oběžnou dráhu byl vyslán první „ostrý“ satelit pro GPS.
- 1990 – Výtvarník Theodor Pištěk byl nominován na Oscara za účast na filmu Valmont (1989) v kategorii Nejlepší kostýmy v rámci 62. ročníku udílení cen americké Akademie filmového umění a věd za rok 1989.
- 2000 – Kosmická sonda NEAR Shoemaker vstoupila na oběžnou dráhu okolo planetky 433 Eros.
- 2005 – Byl spuštěn YouTube.

## Narození

### Česko

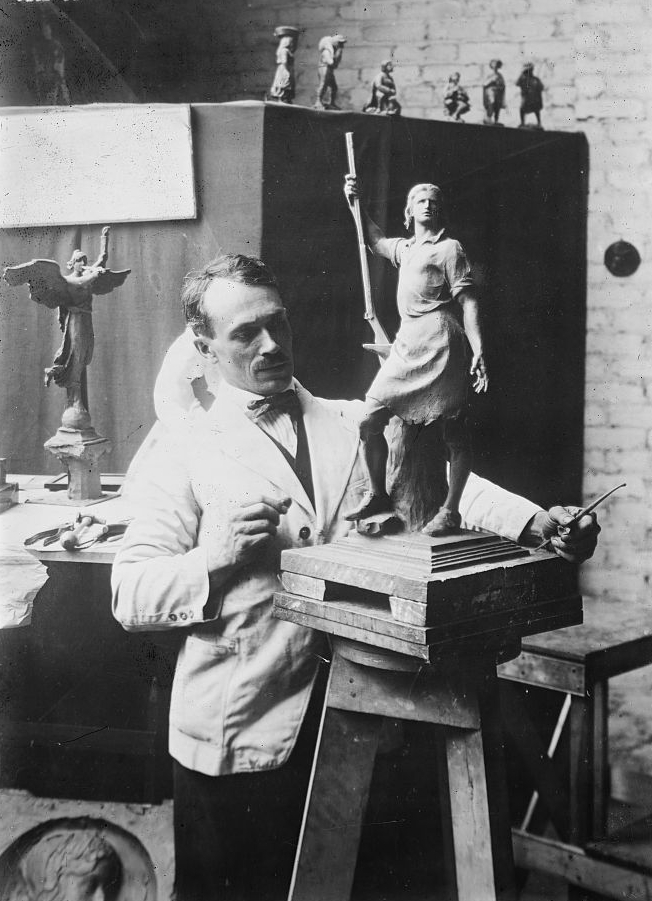
Albín Polášek (* 1879)

- 1628 – Humprecht Jan Černín, šlechtic a diplomat († 3. března 1682)
- 1743 – Josef Valentin Zlobický, právník, překladatel a jazykovědec († 24. března 1810)
- 1788 – Matěj Milota Zdirad Polák, básník († 31. března 1856)
- 1819 – Karel Feistmantel, geolog a paleontolog († 29. září 1885)
- 1850 – Vojtěch Kulp, politik († 23. března 1932)
- 1852 – Barbora Hoblová, aktivistka, národopisná sběratelka († 15. srpna 1923)
- 1870 – Ludwig Czech, ministr sociální péče Československa († 20. srpna 1942)
- 1871 – Alexandr Kantor, divadelní herec, režisér a dramatik († 6. září 1929)
- 1875 – František Sekanina, básník († 27. března 1958)
- 1878 – Bohumil Kafka, sochař († 24. listopadu 1942)
- 1879 – Albín Polášek, sochař († 19. května 1965)
- 1880 – Simeon Vacula, československý politik († 1. května 1958)
- 1881 – František Čech-Vyšata, cestovatel a spisovatel († 3. října 1942)
- 1892 – Radola Gajda, generál († 15. dubna 1948)
- 1893 – Marie Charousová-Gardavská, autorka dětských knih († 10. ledna 1967)
- 1910 – Jan Fadrhons, vojenský dirigent a hudebník († 7. července 1963)
- 1914 – Jan Melka, československý fotbalový reprezentant († 12. října 1997)
- 1919 – Miroslav Zikmund, cestovatel († 1. prosince 2021)
- 1920 – Bohumil Kvasil, fyzik a politik († 30. října 1985)
- 1921 – Vladimír Thiele, básník a spisovatel († 30. července 1997)
- 1924
  - Jiří Dušek, herec († 20. listopadu 2023)
  - Jindřich Roudný, československý atlet, běžec († 10. května 2015)
  - Albert Rosen, dirigent († 23. května 1997)
- 1927 – Ján Tabaček, ministr zahraničního obchodu Československa († 8. ledna 2006)
- 1929 – Anna Medunová, archeoložka († 13. dubna 2001)
- 1930 – Pavel Bergmann, historik († 17. dubna 2005)
- 1933 – Míla Myslíková, herečka († 11. února 2005)
- 1934 – Vlastimil Šubrt, politik, ekonom a spisovatel († 20. února 2013)
- 1935
  - Otakar Chaloupka, učitel, literární kritik a vědec, spisovatel († 9. července 2013)
  - Bohumil Kubát, československý zápasník, bronz na OH 1960 († 12. května 2016)
- 1940 – Marko Čermák, kreslíř a hudebník
- 1942 – Jan Hališka, violoncellista
- 1943
  - Vojen Koreis, česko-australský spisovatel, publicista, překladatel, výtvarník
  - Petr Oliva, herec († 9. února 2019)
- 1950 – Pavel Kouřil, archeolog a historik
- 1951 – Jiří T. Kotalík, historik umění († 2. července 2020)
- 1952 – Pavel Dominik, tlumočník a překladatel
- 1953 – Josef Fronk, malíř
- 1954 – Lenka Filipová, zpěvačka, šansoniérka, kytaristka, hudební skladatelka
- 1956 – Michal Pavlíček, hudebník
- 1959 – Ladislav Švanda, běžec na lyžích, bronz na OH 1988
- 1963 – David Matásek, herec a hudebník
- 1967 – Martin Wihoda, historik
- 1973 – Hynek Čermák, herec
- 1976 – Milan Hejduk, lední hokejista
- 1978 – Jan Tománek, režisér a spisovatel
- 1978 – Jan Dolanský, herec
- 1983 – Martina Trchová, zpěvačka, skladatelka a textařka
- 1992 – Petr Mrázek, lední hokejista

### Svět

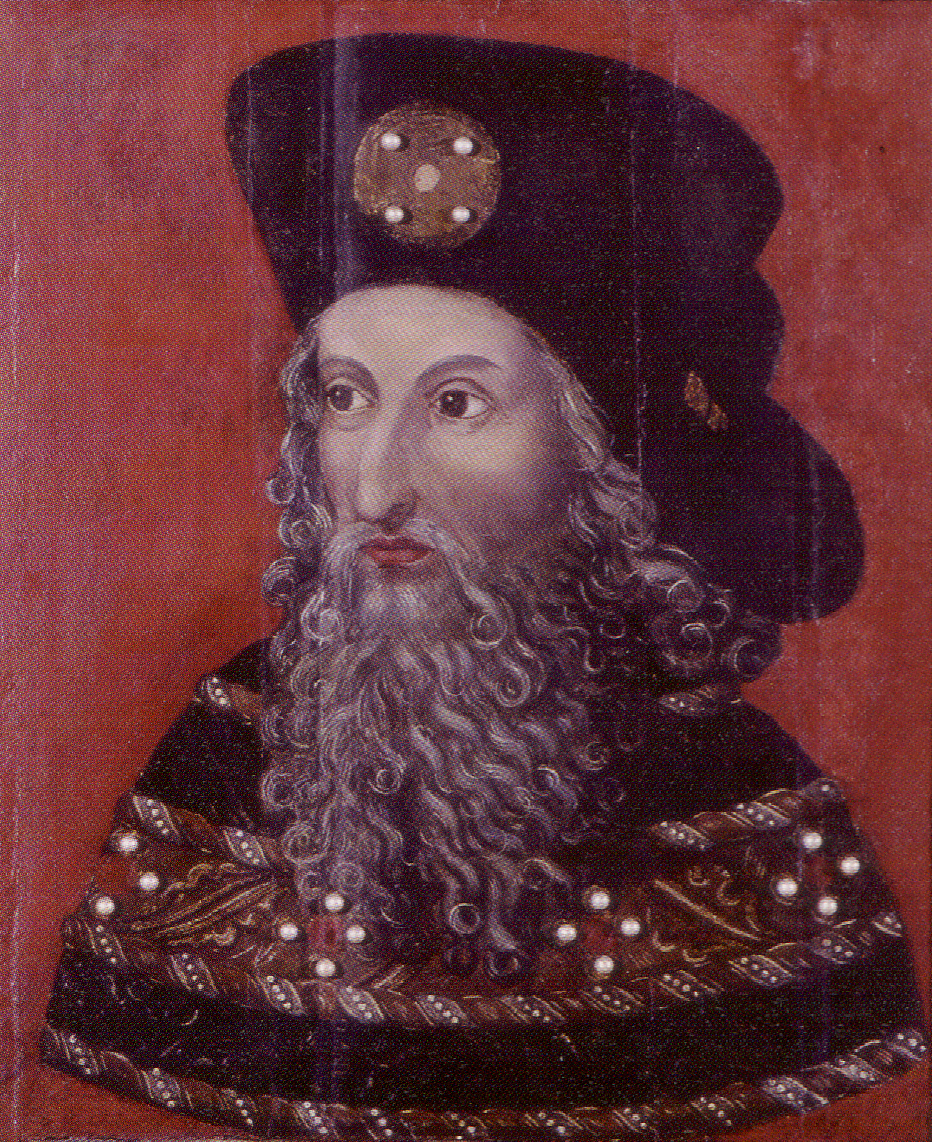
Zikmund Lucemburský (* 1368)

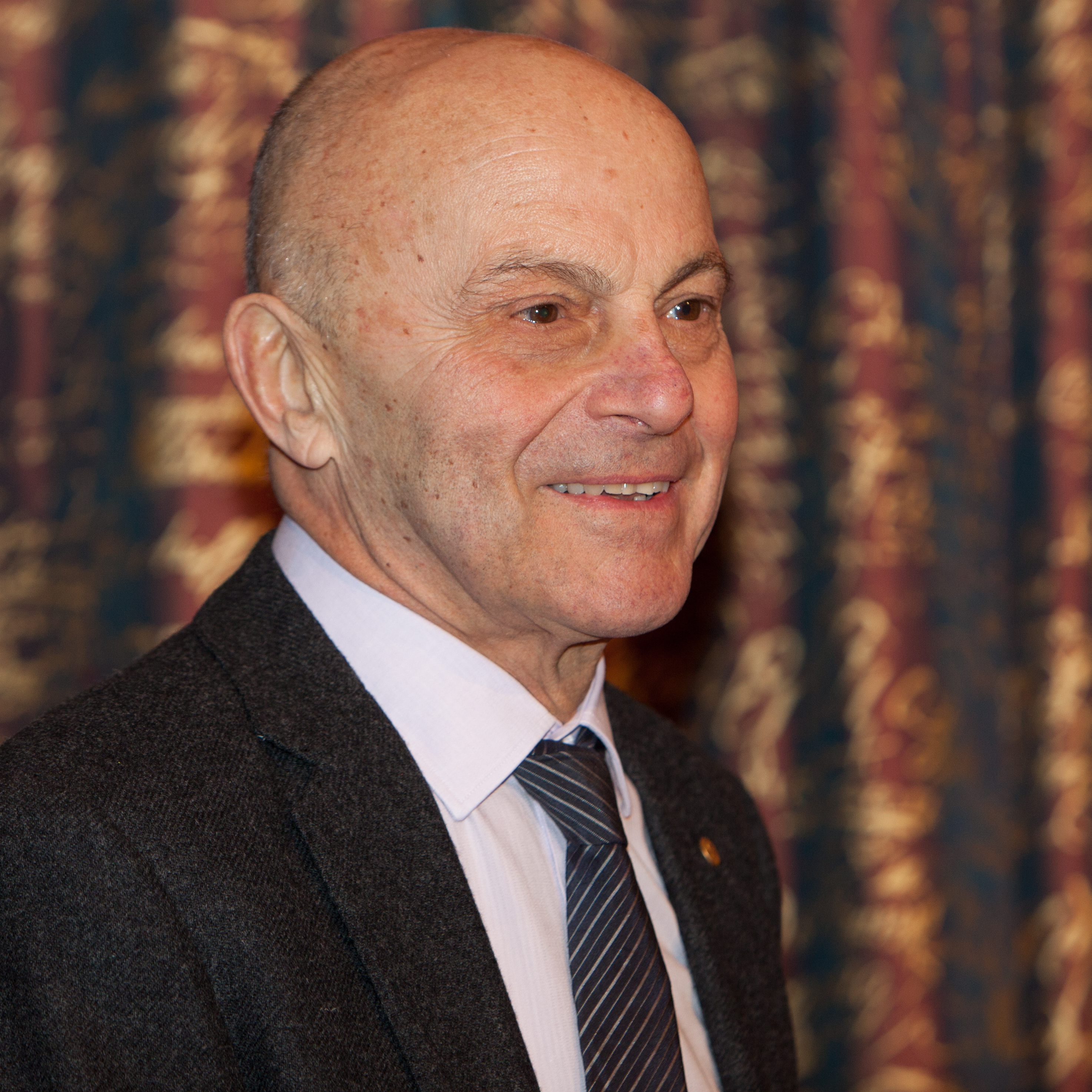
Eugene Fama (* 1939)

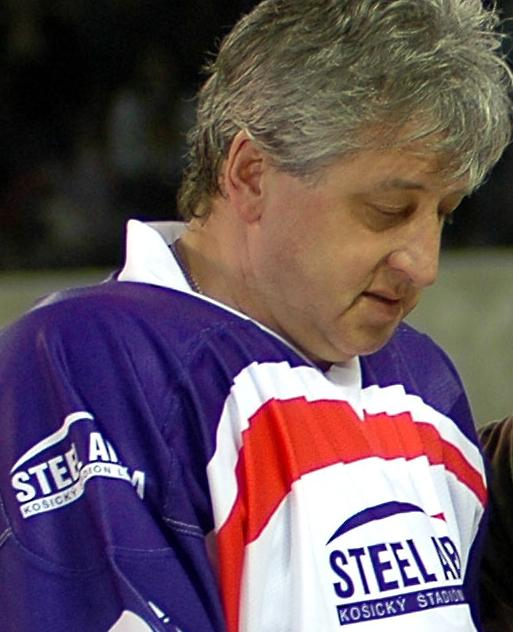
Vincent Lukáč (* 1954)

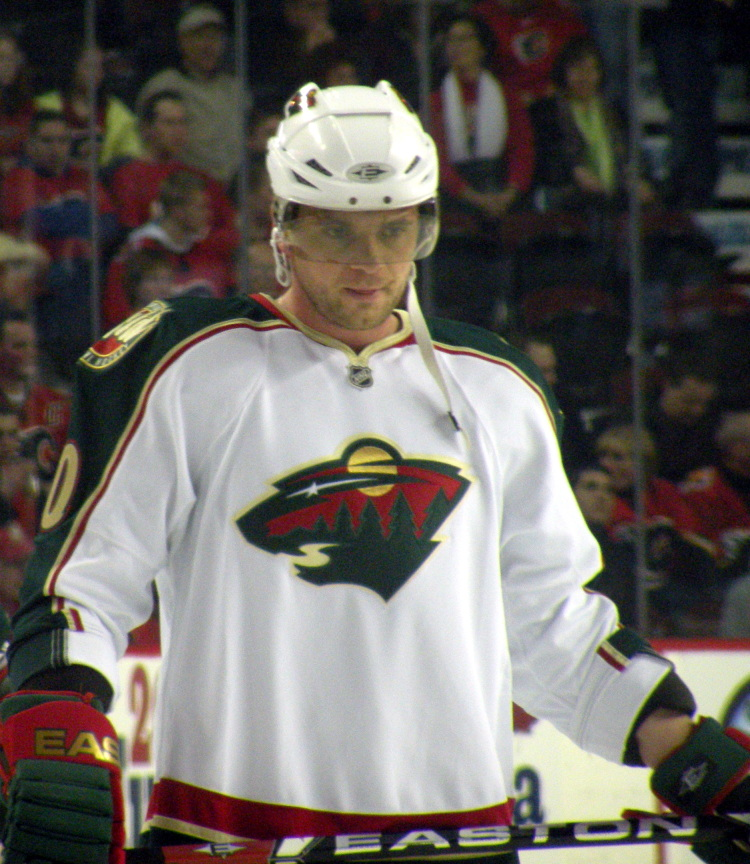
Marián Gáborík (* 1982)

- 1368 – Zikmund Lucemburský, braniborský markrabě, uherský a český král († 9. prosince 1437)
- 1404 – Leon Battista Alberti, italský architekt a teoretik architektury období renesance († 25. dubna 1472)
- 1480 – Fridrich II. Lehnický, lehnický a břežský kníže († 18. září 1547)
- 1468 – Johann Werner, německý matematik († květen 1522)
- 1483 – Bábur, indický vládce, zakladatel Mughalské říše († 26. prosince 1530)
- 1602 – Francesco Cavalli, italský hudební skladatel († 14. ledna 1676)
- 1614 – John Wilkins, anglikánský duchovní, přírodovědec, matematik, teolog a spisovatel († 19. listopadu 1672)
- 1625 – Marie Eufrozýna Falcká, falckraběnka a švédská princezna († 24. říjen 1687)
- 1640 – Anna Magdalena Falcko-Birkenfeldsko-Bischweilerská, německá šlechtična († 12. prosince 1693)
- 1652 – Camille d'Hostun, vévoda de Tallard, francouzský vojevůdce († 20. března 1728)
- 1690 – Jakub Arnošt z Lichtenštejna, biskup olomoucký a arcibiskup salcburský († 12. června 1747)
- 1714 – Marie Luisa Savojská, španělská královna (* 17. září 1688)
- 1763 – Jean-Victor Moreau, francouzský generál († 2. září 1813)
- 1766 – Thomas Malthus, britský ekonom († 23. prosince 1834)
- 1778 – Fernando Sor, španělský kytarista a skladatel († 10. června 1839)
- 1802 – Józef Bohdan Zaleski, polský básník († 31. března 1886)
- 1813 – Alexandr Sergejevič Dargomyžskij, ruský hudební skladatel († 17. ledna 1869)
- 1827 – George Bassett Clark, americký astronom († 20. prosince 1891)
- 1828
  - Sisinio de Pretis, předlitavský státní úředník a politik († 15. prosince 1890)
  - Edmond About, francouzský spisovatel († 16. ledna 1885)
- 1829 – Jean Dufresne, německý šachový mistr († 13. dubna 1893)
- 1835 – Louis Gallet, francouzský dramatik, libretista a spisovatel († 16. října 1898)
- 1842 – Gottfried Schenker, švýcarský podnikatel († 26. listopadu 1901)
- 1845 – Cecil De Vere, britský šachový mistr († 9. února 1875)
- 1848
  - Jean Aicard, francouzský spisovatel, básník a dramatik († 13. května 1921)
  - Benjamin Baillaud, francouzský astronom († 8. července 1934)
- 1849 – Dominik Skutecký, slovenský malíř († 13. března 1921)
- 1850 – Nikolaj Konstantinovič Romanov, ruský velkokníže (* 27. ledna 1918)
- 1864 – Robert Ezra Park, americký sociolog († 7. února 1944)
- 1868 – Clarice Tartufariová, italská spisovatelka († 3. září 1933)
- 1869 – Charles Wilson, skotský fyzik, nositel Nobelovy ceny za fyziku z roku 1927, († 15. listopadu1959)
- 1877 – Edmund Landau, německý matematik († 19. února 1938)
- 1878 – Hans Ledwinka, rakouský automobilový konstruktér († 2. března 1967)
- 1884 – Kostas Varnalis, řecký spisovatel († 16. prosince 1974)
- 1894 – Karol Hławiczka, polský skladatel, muzikolog, pianista a varhaník († 22. července 1976)
- 1895
  - Max Horkheimer, německý filozof a sociolog († 7. července 1973)
  - Nazime Sultan, osmanská princezna a dcera sultána Abdulazize († 25. listopadu 1895)
- 1898
  - Fritz Zwicky, švýcarsko-americký astronom († 8. února 1974)
  - Aksel Fredrik Airo, finský generál († 9. května 1985)
- 1899 – Onni Pellinen, finský zápasník († 30. října 1945)
- 1901 – Rolf Wanka, rakouský herec († 28. listopadu 1982)
- 1904 – Hertta Kuusinenová, finská komunistická politička († 18. března 1974)
- 1906 – Norbert Mueller, kanadský hokejista, zlato na OH 1928 († 6. července 1956)
- 1912 – Tibor Sekelj, jugoslávský právník a esperantista († 23. září 1988)
- 1914 – Boris Kraigher, jugoslávský politik slovinského původu a národní hrdina Jugoslávie († 4. ledna 1967)
- 1917 – Herbert A. Hauptman, americký matematik, Nobelova cena za chemii 1985(† 23. října 2011)
- 1920 – Albert Barillé, francouzský filmový producent a scenárista († 11. února 2009)
- 1927
  - Roy Adzak, britský malíř, sochař, rytec a fotograf († 30. ledna 1987)
  - Lois Maxwellová, kanadská herečka († 29. září 2007)
- 1929 – Wyn Morris, velšský dirigent († 23. února 2010)
- 1930 – Dwike Mitchell, americký klavírista († 7. dubna 2013)
- 1931
  - Bernie Geoffrion, kanadský lední hokejista († 11. března 2006)
  - Margarita Lozanová, španělská herečka
- 1932 – József Csermák, maďarský olympijský vítěz v hodu kladivem († 14. ledna 2001)
- 1934
  - Merl Saunders, americký hudebník († 24. října 2008)
  - Herwig Wolfram, rakouský historik
- 1936 – Anna German, polská zpěvačka († 25. srpna 1982)
- 1937 – Michal Barnovský, slovenský historik († 31. května 2008)
- 1939 – Eugene Fama, americký ekonom, nositel Nobelovy ceny za ekonomii
- 1940 – Arno Anzenbacher, rakouský filosof a teolog
- 1941 – Big Jim Sullivan, britský kytarista († 2. října 2012)
- 1942
  - Michael Bloomberg, starosta New Yorku
  - Andrew Robinson, americký herec
- 1943
  - Eric Andersen, americký kytarista, zpěvák a skladatel
  - Maceo Parker, americký funkový saxofonista
- 1944
  - Carl Bernstein, americký novinář a spisovatel
  - Alan Parker, britský filmový režisér, scenárista a producent († 31. července 2020)
  - Ronnie Peterson, švédský automobilový závodník († 11. září 1978)
- 1945
  - Hans Adam II., vládnoucí lichtenštejnský kníže
  - Vic Briggs, britský hudebník († 30. června 2021)
- 1946
  - Jan Decleir, belgický herec
  - Amadito Valdés, kubánský perkusionista
- 1947
  - Majgull Axelssonová, švédská novinářka a spisovatelka
  - Heide Rosendahlová, německá atletka, olympijská vítězka
  - Tim Buckley, americký kytarista a zpěvák († 29. června 1975)
- 1948 – Judita Ďurdiaková, slovenská herečka († 6. února 1992)
- 1951
  - Kevin Keegan, anglický fotbalový trenér a bývalý fotbalista
  - Sylvain Sylvain, americký kytarista, člen New York Dolls
- 1952 – Christopher Monckton, britský konservativní politik
- 1953 – Hans Krankl, rakouský fotbalista
- 1954
  - Vladimir Geršonovič Drinfeld, ukrajinský matematik
  - Vincent Lukáč, československý hokejový útočník a slovenský trenér
- 1955 – Boris Monoszon, ukrajinský houslista a dirigent
- 1956 – Martin Crimp, britský dramatik a překladatel
- 1959 – Renée Flemingová, americká operní pěvkyně
- 1962 – Philippe Sella, francouzský ragbista
- 1965 – Zinzan Brooke, novozélandský ragbista
- 1982 – Marián Gáborík, slovenský lední hokejista

## Úmrtí

### Česko
- 1140 – Soběslav I., český kníže (* okolo 1090)
- 1393 – Alžběta Pomořanská, česká královna a římská císařovna (* 1346 nebo 1347)
- 1573 – Ján Silván, slovenský renesanční básník, hudebník a kazatel (* 1493)
- 1900 – Rafael Michael Pavel, knihovník a historik převor vyšebrodského kláštera (* 15. srpna 1842)
- 1913 – Karel Krohn, zakladatelem prvního dobrovolného hasičského sboru v Čechách (* 25. října 1846)
- 1914 – Josef Truhlář, knihovník, literární historik, překladatel (* 16. října 1840)
- 1920 – Hana Dumková, autorka kuchařských knih (* 15. května 1847)
- 1929 – Franz Friedrich Palme, severočeský sklářský průmyslník (* 16. listopadu 1858)
- 1931 – Dominik Löw, sudetoněmecký politik (* 9. listopadu 1863)
- 1932
  - Antonín Podlaha, teolog, archeolog, historik umění, biskup (* 22. ledna 1865)
  - Čeněk Zíbrt, kulturní historik, folklorista a etnograf (* 12. října 1864)
- 1934 – Miloslav Stieber, profesor dějin soukromého i veřejného práva ve střední Evropě (* 16. února 1865)
- 1935 – Johann Peter, sudetský učitel, básník a spisovatel (* 23. února 1858)
- 1945
  - Vlasta Štáflová, spisovatelka (* 1. dubna 1907)
  - Otakar Štáfl, malíř (* 30. prosince 1884)
- 1961 – Josef Waltner, herec a kabaretiér (* 8. května 1883)
- 1962
  - Karel Pokorný, sochař (* 18. ledna 1891)
  - Helena Johnová, sochařka, keramička (* 22. ledna 1884)
- 1980 – Ladislav Struna, herec a malíř (* 27. června 1899)
- 1983 – Bobek Bryen, kapelník, houslista a bubeník (* 30. května 1909)
- 1984 – Bohumil Trnka, jazykovědec a literární historik (* 3. června 1895)
- 1990 – Luděk Čajka, československý hokejista (* 3. listopadu 1964)
- 2006 – Karel Pech, herec, televizní scenárista a režisér (* 18. května 1917)
- 2009
  - Ilja Bojanovský, kameraman (* 20. ledna 1923)
  - Josef Vaniš, kameraman (* 6. ledna 1927)
- 2013 – Zdeněk Zikán, československý fotbalový reprezentant (* 10. listopadu 1937)
- 2015 – Jan Šabršula, romanista (* 31. března 1918)

### Svět

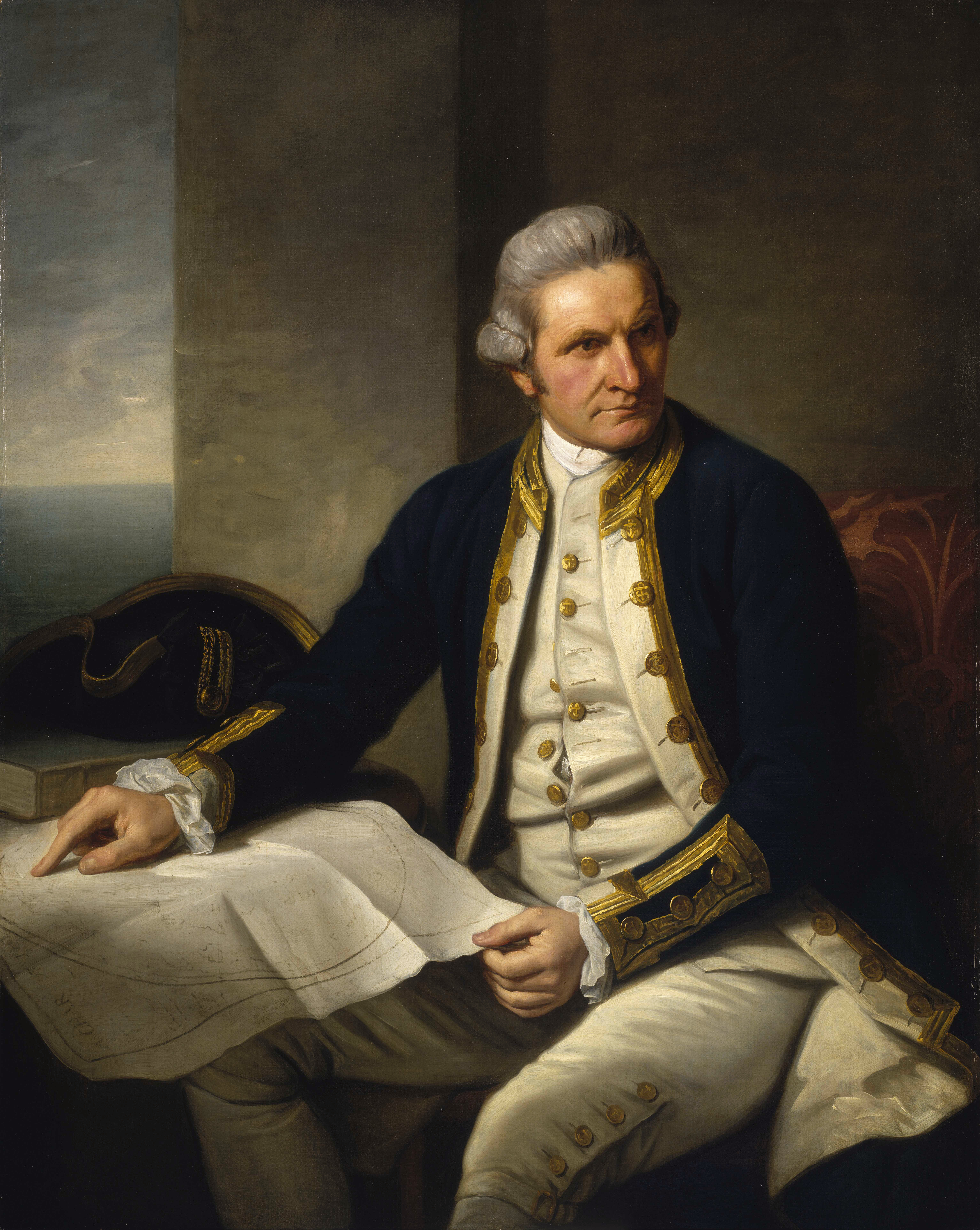
James Cook († 1779)

- 0869 – svatý Cyril, byzantský filozof a misionář (* 826 nebo 827)
- 1318
  - Markéta Francouzská, anglická královna vdova (* 1282)
  - Jindřich I. Braniborský, braniborský a landsberský markrabě (* 21. března 1256)
- 1400 – Richard II., anglický král (* 6. ledna 1367)
- 1777 – František Salesius Šubíř z Chobyně, moravský šlechtic a římskokatolický duchovní (* 7. října 1739)
- 1779 – James Cook, britský mořeplavec (* 28. října 1728)
- 1806 – Jean Dauberval, francouzský tanečník a choreograf (* 19. srpna 1742)
- 1831 – Maximilian Füger, rakouský profesor práv (* 11. října 1774)
- 1834 – Ludvík Arnošt Buquoy, rakouský grafik, malíř a kreslíř († 26. prosince 1783)
- 1891 – William Tecumseh Sherman, americký generál (* 8. února 1820)
- 1894 – Eugène Charles Catalan, belgický matematik (* 30. května 1814)
- 1903 – Alžběta Františka Marie Habsbursko-Lotrinská, rakouská arcivévodkyně, dcera uherského palatina Josefa Rakouského (* 17. ledna 1831)
- 1915 – Teresa Titos Garzón, španělská řeholnice (* 4. ledna 1852)
- 1922 – Jules Robuchon, francouzský sochař a fotograf (* 30. října 1840)
- 1925 – Jacques Rivière, francouzský spisovatel, redaktor a kritik (* 15. července 1886)
- 1929 – Tom Burke, americký atlet, dvojnásobný olympijský vítěz 1896 (* 15. ledna 1875)
- 1936 – Alexandr Gučkov, ministr války v ruské prozatímní vládě (* 26. října 1862)
- 1943 – David Hilbert, německý matematik (* 23. ledna 1862)
- 1948 – Hugo Erfurth, německý fotograf (* 14. října 1874)
- 1950 – Karl Guthe Jansky, americký fyzik, radioastronom (* 22. října 1905)
- 1952 – Henri Donnedieu de Vabres, francouzský soudce při Norimberském procesu (* 8. července 1880)
- 1968 – Pierre Veuillot, pařížský arcibiskup (* 5. ledna 1913)
- 1969 – Vito Genovese, italsko-americký mafiánský boss (* 27. listopadu 1897)
- 1975
  - Pelham Grenville Wodehouse, britský spisovatel (* 15. října 1881)
  - Julian Huxley, britský biolog (* 22. června 1887)
- 1983 – Lina Radkeová, německá olympijská vítězka v běhu na 800 metrů z roku 1928 (* 18. října 1903)
- 1987 – Dmitrij Kabalevskij, ruský hudební skladatel, klavírista, hudební teoretik a pedagog (* 30. prosince 1904)
- 1988 – Frederick Loewe, rakousko-americký skladatel (* 10. června 1901)
- 1989
  - James Bond, americký ornitolog (* 4. ledna 1900)
  - Vincent Crane, britský hudebník (* 21. května 1943)
- 1994
  - Vermont Garrison, americký vojenský pilot (* 29. října 1915)
  - Andrej Čikatilo, ruský sériový vrah (* 16. října 1936)
  - Christopher Lasch, americký historik a sociolog (* 1. června 1932)
- 2001
  - Guy Grosso, francouzský herec a komik (* 19. srpna 1933)
  - Ploutis Servas, kyperský komunistický politik a spisovatel (* 22. května 1907)
- 2002 – Nándor Hidegkuti, maďarský fotbalista (* 3. března 1922)
- 2003
  - Grigorij Mkrtyčan, sovětský hokejový brankář (* 3. ledna 1925)
  - Byla utracena první klonovaná ovce na světě Dolly pro plicní infekci.
- 2004 – Walter Perkins, americký bubeník (* 10. února 1932)
- 2005 – Rafík Harírí, libanonský politik a miliardář (* 1. listopadu 1944)
- 2006 – Šošana Damari, izraelská zpěvačka a herečka (* 1923)
- 2007 – Salomon Morel, velitel polského koncentračního tábora Zgoda (* 15. listopadu 1919)
- 2009 – Louie Bellson, americký bubeník (* 6. července 1924)
- 2010
  - Dick Francis, britský žokej, novinář a spisovatel detektivních románů (* 31. října 1920)
  - Doug Fieger, americký hudebník a zpěvák-skladatel (* 20. srpna 1952)
- 2011 – George Shearing, britsko-americký klavírista (* 13. srpna 1919)
- 2012 – Tonmi Lillman, finský bubeník skupiny Lordi (* 3. června 1973)
- 2013 – Shadow Morton, americký hudební producent a skladatel (* 3. září 1940)
- 2014 – Tom Finney, anglický fotbalista (* 5. dubna 1922)
- 2015
  - Philip Levine, americký básník (* 10. ledna 1928)
  - Wim Ruska, nizozemský judista (* 29. srpna 1940)
- 2020 – Lynn Cohen, americká herečka (* 10. srpna 1933)
- 2025 – Geneviève Pageová, francouzská herečka (* 13. prosince 1927)

## Svátky

### Česko
- Valentýn, Valentin, Valentina, Valentýna
- Velimír

### Svět
- svatí Cyril a Metoděj
- Sv. Valentýn – svátek zamilovaných
- Slovensko – Valentín
- Bulharsko – Trifon Zarezan

## Pranostiky

### Česko
- Na svatého Valentina zamrzne i kolo mlýna.
- Na svatého Valentýna zima sílit počíná.
- Svatý Valentýnek – jara tatínek.
- Na svatého Valentina nemá hospodyně nasazovat husy na vejce; nebudou prý dobrá housata.

| 14. únor v pražském KlementinuÚdaje jsou platné k 11. 3. 2025. | 14. únor v pražském KlementinuÚdaje jsou platné k 11. 3. 2025. | 14. únor v pražském KlementinuÚdaje jsou platné k 11. 3. 2025. |
| minimum                                                        | denní průměr                                                   | maximum                                                        |
| -------------------------------------------------------------- | -------------------------------------------------------------- | -------------------------------------------------------------- |
| −21,9 °C (1799)                                                | 0,8 °C (od 1961)                                               | 17,2 °C (1958)                                                 |